# Лопацинский, Станислав Игнатьевич
Станисла́в Игна́тьевич Лопаци́нский (1851—1933) — член Государственного совета Российской империи (1906—1910, 1913—1917), юрист, помещик.

## Происхождение и семья
Станислав Ян Игнатий Лопацинский (пол. Stanisław Jan Ignacy Łopaciński) родился в имении Сарья в польской католической дворянской помещичьей семье, принадлежавшей к роду Лопацинские герба Любич. Его отец — Игнатий Доминик Лопацинский (пол. Ignacy Dominik Łopaciński; 1822—1882), владелец имения Сарья, построивший в Сарье католический храм, который был освящён в 1857 году. Мать — Мария (в девичестве — Шумская) (пол. Maria (Szumska); 1821—1851). У Станислава был брат и сестра: Юзеф (пол. Józef; род. 1847) и Зофья Дорота (пол. Zofia Dorota; род. 1848). Станислав Игнатьевич Лопацинский — землевладелец, его родовые имения 10 тысяч десятин в Витебской и 3 тысячи десятин в Виленской губерниях.
Был женат. Жена — Текла (в девичестве — Борх) (пол. Tekla (Borch); 1840—1892), принадлежала к роду Борх герба Три Галки. Их сын: Эузебиуш Лопацинский (пол. Euzebiusz Łopaciński; 1882—1961), историк, исследователь архивов, коллекционер.

## Биография
Получил домашнее образование. В 1872 году окончил юридический факультет Императорского Варшавского университета со степенью кандидат прав. После этого поступил стал помощником присяжного поверенного В. Д. Спасовича в Санкт-Петербурге. По истечении пятилетнего срока вступил в сословие присяжных поверенных, был присяжным поверенным Санкт-Петербургского судебного округа. С введением судебных установлений в Юго-Западном крае перевёлся в Киевские палаты, был присяжным поверенным в Бердичеве и Киеве. В 1884 году, после смерти отца, оставил адвокатскую деятельность и переехал в имение Сарья, где занялся управлением своих имений, сельским хозяйством и общественной деятельностью. С 1901 по 1915 год был председателем губернского Общества витебских сельских хозяев. Был председателем Совета Общества взаимного кредита Витебской губернии. Был членом правления одного из региональных отделов Виленского сельскохозяйственного общества. С 1903 по 1911 год был гласным Дриссенского уездного земского собрания и член уездной земской управы; в качестве гласного добился замены натуральной дорожной повинности денежной (затем отменённой). С 1906 по 1916 год — почётный мировой судья Дриссенского уезда. В 1913 году стал членом Совета по делам местного хозяйства при Министерстве внутренних дел. Лопацинский выступал за расширение прав национальных меньшинств на окраинах Российской империи, прежде всего поляков. Принимал активное участие в губернском комитете по пересмотру крестьянского законодательства в крае; результатом работ этого комитета явилось заявление об упразднении обособленности крестьянского сословия, о введении внесословной мелкой земской единицы и об упразднении волостных судов. Он представил в Совет проект о распространении земского самоуправления на национальные окраины. В феврале 1906 года вступил в Конституционно-католическую партию Литвы и Белоруссии, был автором её программы. 7 апреля 1906 года был избран членом Государственного совета Российской империи от землевладельцев Витебской губернии. В 1909 году был переизбран в связи с окончанием срока полномочий сроком на 1 год по закону от 17 июня 1909 года. В 1910 году выбыл из Государственного совета по истечении срока полномочий. 5 сентября 1913 года был избран членом Государственного совета от землевладельцев Виленской губернии вместо выбывшего за окончанием срока полномочий А. С. Хоминского. Входил в Польское коло. В 1907—1909 годы был членом бюро Центра группы. Член Комиссии личного состава и внутреннего распорядка с 1909 по 1910 год, особых комиссий по законопроектам: «Об отмене смертной казни» в 1906 году, «О применении Положения о земских учреждениях 12 июня 1890 года к губерниям Витебской, Волынской, Киевской, Минской, Могилевской и Подольской» в 1910 году, Комиссии по делам сельского хозяйства в 1916 году. Член бюро Сельскохозяйственного совещания в 1916 году. Был противником отмены смертной казни, о чём засвидетельствовал на общем заседании Государственного совета 7 октября 1909 года в своём выступлении. Поддержал Указ 9 ноября 1906 года в своём выступлении на заседании общего собрания Государственного совета 27 марта 1910 года. Во время Первой мировой войны участвовал в деятельности различных общественных и политических организаций. 3 октября 1917 года в Петрограде стал одним из основателей Партии национального сохранения. Член Национального комитета Польши (1914—1917). После восстановления суверенитета Польши 11 ноября 1918 года Станислав жил в Вильно в собственном дворце, где активно поддерживал политику сохранения Виленского края в составе Польши. Резко осуждал политику литовских властей по преследованию поляков, проживавших в Литве. Был автором поданной по этому поводу жалобы в Лигу Наций.